# アルフレド・サイモン
アルフレド・サイモン・カブレラ（Alfredo Simón Cabrera, 1981年5月8日 - ）は、ドミニカ共和国サンティアゴ州サンティアゴ・デ・ロス・カバリェロス出身のプロ野球選手（投手）。右投右打。

## 経歴

### プロ入りとマイナー時代
1999年にフィラデルフィア・フィリーズと契約。当時はカルロス・カブレラ（Carlos Cabrera）という偽名を用いており、年齢も実際より2年若く偽っていた。
2004年になってプロフィール詐称が発覚。その後、フェリックス・ロドリゲスとのトレードで、リッキー・レディと共にサンフランシスコ・ジャイアンツに移籍した。
2006年のシーズン終了後にFAとなった。
2007年は、フィリーズ傘下のAAA級オタワ・リンクスとテキサス・レンジャーズ傘下のAAA級オクラホマ・レッドホークスでプレーした。
2008年はロサンゼルス・ドジャースとマイナー契約を結んだが、開幕前に解雇された。

### メキシカンリーグ時代
その後、メキシカンリーグのモンテレイ・サルタンズでプレーし、7勝2敗・防御率2.62という好成績を残した。

### オリオールズ時代
メキシカンリーグでの活躍が評価され、ボルチモア・オリオールズと契約を結んだ。同年9月6日のオークランド・アスレチックス戦でメジャーデビュー。
2009年はトミー・ジョン手術により、シーズンの大半を棒に振った。
2010年の前半戦はクローザーに抜擢され、17セーブを記録。しかし、終盤戦は上原浩治にクローザーの座を譲った。
2011年1月1日、ドミニカ共和国で25歳の従兄弟を射殺し、17歳の弟も負傷させたとして逮捕される。サイモンは新年を祝って空に向かって発砲しただけだと主張したが、約2ヵ月間拘留され、3月3日に200万ドミニカ・ペソ（約5万3333ドル）の保釈金で保釈された。マイナーでの調整を経て、5月21日に制限リストから復帰。オールスター後は先発として起用され、最終成績は4勝9敗・防御率4.90だった。シーズン終了後に改めてドミニカ共和国で審理が行われたが、11月8日に無罪判決を受けた。

### レッズ時代
2012年4月3日にウェーバーでシンシナティ・レッズへ移籍した。
2013年は開幕前の3月に第3回ワールド・ベースボール・クラシック(WBC)のドミニカ共和国代表に選出された。
2014年1月17日にレッズと150万ドルの1年契約を結んだ。前半戦に、リーグ最多の12勝をあげた。好成績を残すもオールスターに選出されなかった。しかし、7月13日に同僚のジョニー・クエトの代替選手として選出された。

### タイガース時代
2014年12月11日にジョナサン・クロフォード、エウヘニオ・スアレスとのトレードで、デトロイト・タイガースへ移籍した。
2015年はタイガースで先発ローテーションに入り、自身初の完封勝利を含み且つ2年連続二桁勝利となる13勝を挙げた。しかし、ア・リーグワースト5位の105失点を喫し、防御率も5.05に終わるなど打ち込まれた。オフの11月2日にFAとなった。

### レッズ復帰
2016年3月17日にレッズと1年契約を結んだ。この年は右肩痛もあって防御率9.36と散々な成績で、9月には手術を受けることになった。オフの11月3日にFAとなった。

### レッズ退団後
2017年6月6日に独立リーグ・アトランティックリーグのロングアイランド・ダックスと契約。オフはドミニカのウィンターリーグに参加。
2018年7月3日にメキシカンリーグのキンタナロー・タイガースと契約するが、8月16日にFAとなる。オフは前年に続きドミニカのウィンターリーグに参加。

## 詳細情報

### 年度別投手成績
| 年 度    | 球 団    | 登 板 | 先 発 | 完 投 | 完 封 | 無 四 球 | 勝 利 | 敗 戦 | セ 丨 ブ | ホ 丨 ル ド | 勝 率 | 打 者 | 投 球 回 | 被 安 打 | 被 本 塁 打 | 与 四 球 | 敬 遠 | 与 死 球 | 奪 三 振 | 暴 投 | ボ 丨 ク | 失 点 | 自 責 点 | 防 御 率 | W H I P |
| -------- | -------- | ----- | ----- | ----- | ----- | -------- | ----- | ----- | -------- | ----------- | ----- | ----- | -------- | -------- | ----------- | -------- | ----- | -------- | -------- | ----- | -------- | ----- | -------- | -------- | ------- |
| 2008     | BAL      | 4     | 1     | 0     | 0     | 0        | 0     | 0     | 0        | 0           | ----  | 59    | 13.0     | 16       | 4           | 2        | 0     | 2        | 8        | 2     | 0        | 10    | 9        | 6.23     | 1.38    |
| 2009     | BAL      | 2     | 2     | 0     | 0     | 0        | 0     | 1     | 0        | 0           | .000  | 28    | 6.1      | 8        | 5           | 2        | 0     | 0        | 3        | 0     | 0        | 7     | 7        | 9.95     | 1.58    |
| 2010     | BAL      | 49    | 0     | 0     | 0     | 0        | 4     | 2     | 17       | 1           | .667  | 222   | 49.1     | 54       | 10          | 22       | 2     | 2        | 37       | 1     | 0        | 30    | 27       | 4.93     | 1.54    |
| 2011     | BAL      | 23    | 16    | 0     | 0     | 0        | 4     | 9     | 0        | 0           | .308  | 499   | 115.2    | 128      | 15          | 40       | 6     | 4        | 83       | 2     | 2        | 69    | 63       | 4.90     | 1.45    |
| 2012     | CIN      | 36    | 0     | 0     | 0     | 0        | 3     | 2     | 1        | 1           | .600  | 269   | 61.0     | 65       | 2           | 22       | 1     | 6        | 52       | 9     | 0        | 22    | 18       | 2.66     | 1.43    |
| 2013     | CIN      | 63    | 0     | 0     | 0     | 0        | 6     | 4     | 1        | 6           | .600  | 359   | 87.2     | 68       | 8           | 26       | 2     | 8        | 63       | 4     | 0        | 31    | 28       | 2.87     | 1.07    |
| 2014     | CIN      | 32    | 32    | 0     | 0     | 0        | 15    | 10    | 0        | 0           | .600  | 818   | 196.1    | 181      | 22          | 56       | 7     | 12       | 127      | 3     | 0        | 80    | 75       | 3.44     | 1.21    |
| 2015     | DET      | 31    | 31    | 2     | 1     | 0        | 13    | 12    | 0        | 0           | .520  | 820   | 187.0    | 201      | 24          | 68       | 1     | 8        | 117      | 14    | 0        | 112   | 105      | 5.05     | 1.44    |
| 2016     | CIN      | 15    | 11    | 0     | 0     | 0        | 2     | 7     | 0        | 0           | .222  | 298   | 58.2     | 89       | 15          | 31       | 2     | 8        | 39       | 3     | 0        | 64    | 61       | 9.36     | 2.05    |
| MLB：9年 | MLB：9年 | 255   | 93    | 2     | 1     | 0        | 47    | 47    | 19       | 8           | .500  | 3372  | 775.0    | 810      | 105         | 269      | 21    | 50       | 529      | 38    | 2        | 425   | 393      | 4.56     | 1.39    |

- 2016年度シーズン終了時

### 記録
- MLBオールスターゲーム選出：1回（2014年）

### 背番号
- 58（2008年 - 2009年）
- 55（2010年 - 2011年）
- 31（2012年 - 2016年）

### 代表歴
- 2013 ワールド・ベースボール・クラシック・ドミニカ共和国代表